# Cecilia Gonçalves Costa
Cecilia Gonçalves Costa (1928 ) es una farmacéutica, y botánica brasileña, que ocupó una posición de investigadora y curadora en el "Instituto de Pesquisas" del Jardín Botánico de Río de Janeiro. Ha colaborado con la edición de Flora Fanerogâmica do Estado de São Paulo, Brasil. Ha realizado extensas investigaciones sobre correlación entre forma y función, anatomía y ultraestructura, y en diversidad vegetal y evolución de los caracteres morfoanatómicas de los órganos vegetativos y reproductivos.
En 1955, obtuvo la licenciatura en Farmacia, por la Facultad de Farmacia y Odontología de São Luis MA; en 1976, su maestría en Ciencias Biológicas con especialidad en botánica por la Universidad Federal de Río de Janeiro; y, en 1989 el doctorado en Ciencias Biológicas con especialidad en botánica por la Universidad de São Paulo.; realizando la defensa de la tesis, titulada Morfologia e anatomia dos órgãos vegetativos em desenvolvimento de Marcgravia polyantha Delpino (Marcgraviaceae).

## Algunas publicaciones
- simone p. Mendes, cecilia g. Costa, k.l.g. de Toni. 2012. Androecium development in the bromeliad Dyckia pseudococcinea L.B.Sm. (Pitcairnioideae-Bromeliaceae), an endangered species endemic to Brazil: implications for conservation. Flora (Jena) 207: 622-627

- p.a. Marques, catia h. Callado, claudia f. Barros, cecilia g. Costa. 2012. Variação Intraespecífica do Lenho de Eugenia uniflora L. em Duas Diferentes Fitofisionomias do Complexo Vegetacional Atlântico. Floresta e Ambiente 19: 483-496

- a.r. Bernal, v.t.r. Coradin, j. Camargos, cecilia g. Costa, j. Pissarra. 2011. Wood Anatomy of Lecythidaceae species callad "Tauari". IAWA J. 32: 97-112

- m.l.r.c. Ribeiro, m.g. Santos, c.f. Barros, cecilia g. Costa. 2011. Intraspecific Variation in Four Distinct Populations of Anemia villosa Humb. & Bonpl. ex Willd. (Anemiaceae) Occurring in Rio de Janeiro, Brazil. Am. Fern J. 101: 9-12

- a.r. Guimarães, regina h.p. Andreata, cecilia g. Costa. 2011. Stem and leaf morphoanatomy of two Atlantic Forest species of Smilax Linnaeus. Rev. de Biologia Neotropical 8: 1-14

- ------------------, cecilia g. Costa, regina Andreata. 2010. Morfoanatomia do sistema subterrâneo de Smilax subsessiliflora Duhamel (Smilacaceae). Rodriguesia 61: 181-194

- s.p. Mendes, cecilia g. Costa, karen l. gama de Toni. 2010. Embryo development of Dyckia pseudococcinea (Pitcairnioideae-Bromeliaceae), an endangered Brazilian species. Australian J. of Botany 58: 485-492

- m.l.m. Ferreira, c.f. Barros, cecilia g. Costa. 2009. Perforated ray cells in Miconia ternatifolia Triana. A first report for the family Melastomataceae. IAWA J. 30: 163-164

- s.p. Menmdes, karen l. gama de Toni, cecilia g Costa. 2008. Particularidades do nucelo de Dichya pseudococcinea L.B.Sm. (Bromeliaceae). Revista Brasileira de Biociências 5: 846-848

- e.f. Guimarães, m.m. Saavedra, cecilia g. Costa. 2007. Frutos e sementes em Schultesia Mart. e Xestaea Griseb. (Gentianaceae). Acta Botanica Brasilica 21: 309-323

- g.u.c. Araujo, cecilia g. Costa. 2007. Anatomia do caule de Serjania corrugata Radlk. (Sapindaceae). Acta Botanica Brasilica, v. 21, p. 489-497

- ---------------, cecilia g. Costa. 2006. Cambial Variant in the Stem of Serjania corrugata (Sapindaceae). IAWA J. 27: 269-280

### Libros
- cláudia franca Barros, cátia henriques Callado, maura da Cunha, m.l.m. FEerreira, neusa Tamaio, o. Marquete, cecilia g. Costa. 2008. Madeiras da Mata Atlântica. 1ª ed. Rio de Janeiro: Instituto de Pesquisas Jardim Botânico do Rio de Janeiro, vol. 3. 103 pp.

- graziela maciel Barroso, e.f. Guimarães, c.l.f. Ichaso, cecilia g. Costa, a.l. Peixoto (orgs.) 2002. Sistemática de Angiospermas do Brasil. 2ª ed. Viçosa: Editora UFV - Univ. Federal de Viçosa, vol. 1. 309 pp.

- c.f. Barros, cátia henriques Callado, cecilia g. Costa, maura da Cunha, h.r.p. Lima, o. Marquete, m.l. Marcon. 2001. Madeiras da Mata Atlântica do Brasil - Anatomia do Lenho de Espécies Ocorrentes nos Remanescentes Florestais do Estado do Rio de Janeiro. 1ª ed. Rio de Janeiro: Instituto de Pesquisas Jardim Botânico do Rio de Janeiro, vol. V. 93 pp.

- --------------, ------------------------------, ------------------, h.r.l. Pugialli, maura da Cunha, o. Marquete. 1997. Madeiras da Mata Atlântica. Anatomia de espécies ocorrentes nos remanescentes florestais do estado do Rio de Janeiro. Vol. I. 1ª. ed. Rio de Janeiro: Instituto de Pesquisas Jardim Botânico do Rio de Janeiro, 86 pp.

- graziela maciel Barroso, a.l. Peixoto, c.l.f. Ichaso, cecilia g. Costa, e.f. Guimarães, h.c. Lima. 1985. Sistemática de Angiospermas do Brasil. Vol III. 1ª ed. Viçosa: Imprensa Universitária da Univ. Federal de Viçosa-Minas Gerais, 326 pp.

- ------------------------------, --------------, ---------------, --------------------, ------------------, ----------. 1984. Sistemática de Angiospermas do Brasil. Vol II. 1ª ed. Viçosa: Imprensa Universitária da Univ. Federal de Viçosa-Minas Gerais, 377 pp.

- 1978. Sistemática de Angiospermas do Brasil. Vol. I. 1ª ed. São Paulo: Livros Técnicos e Científicos Editora S.A./Editora da Univ. de São Paulo, 255 pp.

### Capítulos de libros
- y. Alquini, c. Bona, m.r.t. Boeger, cecilia g. Costa, cláudia franca Barros. 2006. Epiderme. En: beatriz appezzato-da-Glória, sandra m. carmello-Guerreiro (orgs.) Anatomia Vegetal. 2ª ed. Viçosa: UFV, pp. 87-96

- s.c.m. Viveiros, cecilia g. Costa. 2006. Periderme. En: beatriz appezzato-da-Glória, sandra m. carmello-Guerreiro (orgs.) Anatomia Vegetal. 2ª ed. Viçosa-Minas Gerais: Univ. Federal de Viçosa, pp. 238-265

- cecilia g. Costa, cátia henriques Callado, v.t.r. Coradin, s.m. carmello-Guerreiro. 2006. Xilema. En: beatriz appezzato-da-Glória, sandra m. carmello-Guerreiro (orgs.) Anatomia Vegetal. 2ª ed. Viçosa-Minas Gerais: Univ. Federal de Viçosa, pp. 129-154

- -------------------, ------------------------------, -----------------, -----------------------------. 2003. Xilema. En: beatriz appezzato-da-Glória, sandra m. carmello-Guerreiro (orgs.) Anatomia Vegetal. Viçosa: Editora UFV-Univ. Federal de Viçosa, pp. 129-154

- y. Alquini, c. Bona, m.r.t. Boeger, cecilia g. Costa, c.f. Barros. 2003. Epiderme. En: beatriz appezzato-da-Glória, sandra m. carmello-Guerreiro (orgs.) Anatomia Vegetal. Viçosa: Editora Univ. de Viçosa, pp. 87-107

- s.c.m. Viveiros, cecilia g. Costa. 2003. Periderme. En: beatriz appezzato-da-Glória, sandra m. carmello-Guerreiro (orgs.) Anatomia Vegetal. Viçosa: Editora Univ. de Viçosa, pp. 237-265

- c.h.c. Barquette, h.r.l. Pugialli, cecilia g. Costa, maura da Cunha, o. Marquete, c.f. Barros. 1997. Anatomia do lenho de espécies da mata Atlântica: Interpretação ecológica e indicações para aproveitamento. En: haroldo cavalcante de Lima, rejan r. guedes-Bruni (orgs.) Serra de Macaé de Cima: Diversidade Florística e Conservação em Mata Atlântica. 1ª ed. Rio de Janeiro: Instituto de Pesquisas Jardim Botânico do Rio de Janeiro, pp. 251-273

- c.f. Barros, c.h.c. Barquette, maura da Cunha, cecilia g. Costa, h.r.l. Pugialli, o. Marquette, r.d. Machado. 1997. Anatomia ecológica e micromorfologia foliar de espécies de Floresta Montana na Reserva Ecológica de Macaé de Cima. En: haroldo cavalcante de Lima, rejan r. guedes-Bruni (orgs.) Serra de Macaé de cima: Diversidade Floristica e Conservação em Mata Atlântica. 1ª ed. Rio de Janeiro: Instituto de Pesquisas Jardim Botânico do Rio de Janeiro, pp. 275-296

- cecilia g. Costa. 1967. Summary of Anatomical Studies on the leaves of Miconia thaezans Cogn. (Melastomataceae). En: eduardo penna Franca (org.) Radiochemical Studies on Brazilian areas of High Natural Radiation. 1.ª ed. Río de Janeiro: Univ. do Brasil, pp. 1-6

## Honores
Editora
- 2009 y continua Acta Botanica Brasílica[3]

Revisora de publicaciones periódicas
- Revista Árvore
- Hoehnea (São Paulo)
- Leandra (UFRJ)
- Rodriguesia
- Bradea (Río de Janeiro)
- Revista de Biología Neotropical
- La abreviatura «C.G.Costa» se emplea para indicar a Cecilia Gonçalves Costa como autoridad en la descripción y clasificación científica de los vegetales.[4]